# Enhet (parti)
Enhet är ett svenskt politiskt parti, grundat 1990 och som deltagit i riksdagsval sedan 1991. Partiprogrammet framhåller en allmän respekt för människor, djur och natur. Istället för arbetslinjen förordas ett system benämnt "existenslinjen", med basinkomst som grund. Valet 2014 blev partiets hittills bästa, med 6 277 röster (0,1 procent). I det valet blev Enhet det elfte största partiet och det tredje största utanför Riksdagen. Inför EU-valet 2024 har de ingått en valsamverkan med partiet MoD - Mänskliga rättigheter och Demokrati.

## Politiskt program
Partiet vill enligt sitt 2013 antagna partiprogram bland annat införa den så kallade "existenslinjen" och göra basinkomsten (nu kallad "medborgarandel") central och finansierad genom en avgift på kommersiellt användande av landets gemensamma naturresurser och domäner. Direkt- och närdemokrati eftersträvas som komplement. Integrativ medicin önskas införas inom sjukvården för envars valfrihet liksom avkriminalisera innehav av droger för personligt bruk. Individens egenansvar för ökad personlig utveckling avses paras med allas lika värde och rättigheter, liksom djurs och naturs beskydd.
Till partiprogrammet antogs 2020 bland annat fokus på bruttonationalvälmående (BNV), med syfte att människors, naturens och planetens välmående skall väga minst lika tungt som ekonomiska faktorer när staten, länen och kommunerna tar beslut. Varje del av samhället (kommun, region och nation) skall ha ett transparent och offentligt välmåendeindex.

## Historia
Partiet grundades 6 april 1990 av egenföretagaren Ulf Wåhlström som första parti baserat på en andlig världssyn. Verksamheten kom att knytas till Rinkesta slott, som utvecklades till en kursgård inriktad på nyandlighet och personlig utveckling med En kurs i mirakler som grund, då personlig utveckling för medlemmarna ansågs som centralt för visionen om en ny världsutveckling. Inför riksdagsvalet 1991 gjorde Wåhlström och Gary Zukav, en amerikansk författare med new age-inriktning, en föredragsturné och partiet erhöll i detta första val 888 röster.
Med utgångspunkten att "prioritera människan före ekonomin" studerades tidsfaktorekonomi, räntefri ekonomi, basinkomst (då kallad "livspeng") och Non-violent Communication (ickevåldsfilosofi). Med den inriktningen ställde partiet upp i riksdagsvalen under 1990-talet och 2000-talet, med toppnoteringen 2 648 röster år 2006.
Inför valet 2014 inleddes en omstrukturering och breddning med praktiska samhällsfrågor som medborgarlön i fokus och en nedtoning av den andliga profilen. Detta medförde att partiet gick framåt jämfört med tidigare val och landade på 6 277 röster.
I riksdagsvalet 2022 fick Enhet 1 356 röster (0,02 procent).
Den 5 mars 2024 ingick partiet ett samarbete där de i EU-valet 2024 går till val tillsammans med partiet MoD - Mänskliga rättigheter och Demokrati på deras valsedel. Enhets två talespersoner, Gunilla Wigertz och Vide Geiger, står på valsedelns tredje respektive sjätte plats.

## Organisation

### Ordförande och talespersoner
Ordförande i Enhet mellan 2020 och 2022 var Vide Geiger. År 2023 valdes Anders Backensved till ordförande och Gunilla Wigertz och Vide Geiger till talespersoner. Ordförande 2024 är Adrian Kraft.

## Samverkande organisationer
Inför EU-valet 2024 deltog partiet i en valsamverkan där deras två talespersoner, Gunille Wigertz och Vide Geiger, kandiderade för partiet MoD - Mänskliga rättigheter och Demokrati.

## Valresultat

### Riksdagsval
Sedan starten har partiets resultat i riksdagsvalen varierat från omkring 600 till omkring 6 000 röster. Det bästa resultatet hittills fick partiet i riksdagsvalet 2014 då 6 277 personer röstade på Enhet (0,10 procent). I de därpå följande riksdagsvalen har valresultatet varit vikande. I riksdagsvalet 2022 fick de 1 356 röster (0,02 procent).
| Val  | Röster | %    |
| ---- | ------ | ---- |
| 1991 | 888    | 0,02 |
| 1994 | 2 003  | 0,04 |
| 1998 | 1 725  | 0,03 |
| 2002 | 603    | 0,01 |
| 2006 | 2 648  | 0,05 |
| 2010 | 632    | 0,01 |
| 2014 | 6 277  | 0,10 |
| 2018 | 4 647  | 0,07 |
| 2022 | 1 356  | 0,02 |